# Corolle (entreprise)
Pour les articles homonymes, voir Corolle (homonymie).
Corolle est une entreprise française de fabrication de poupées, créée en 1979 par Jacques et Catherine Réfabert, respectivement fils et belle-fille de Claude Réfabert, dirigeant de Clodrey, ancienne société française de jouets. Les poupées Corolle sont reconnaissables entre toutes grâce à leur parfum de vanille, directement intégré durant la fabrication du vinyle.

## Historique
L'entreprise est créée à Langeais, en Touraine, en 1979. Un an plus tard, en 1980, Corolle présente son premier poupon Bébé Chéri aux dimensions d'un véritable nouveau-né, qui devient le modèle de référence de la marque. Par la suite, l'entreprise élargit sa gamme en lançant en 1984 son premier poupon noir. Elle propose une gamme de doudous à partir de 1987. 
En juin 1990, Corolle est rachetée par la société américaine Mattel. Des efforts sont mis en place afin de réparer et prolonger la durée de vie des poupons grâce à la "clinique Corolle", qui répare plusieurs centaines de poupons de la marque chaque année. La gamme continue de s'élargir. En 1995, Corolle lance la gamme de poupon Câlin, qui s'était déjà vendu à 450 000 exemplaires en décembre 1996. 
En 2003, Corolle ferme sa première usine et construit un nouvel entrepôt sur son site. Depuis, toutes les poupées Corolle sont fabriquées en Chine et envoyées dans un entrepôt de 4 500 m² situé à Langeais, en Indre-et-Loire. Leurs poupées sont expédiées à travers la France, l'Allemagne, l'Italie, l'Angleterre et le Benelux.
L'entreprise ouvre sa boutique en ligne en 2012, puis propose un nouveau concept trois ans plus tard: des poupées personnalisables avec des collections renouvelées.
Le groupe allemand Simba-Dickie rachète la société le 1er avril 2018. 
Corolle fête ses 40 ans en 2019, et propose une collection spéciale Edition Anniversaire à l'occasion de ses 45 ans en 2024.

## Principaux modèles

### Les poupons
- Bébé Chéri
- Câlin
- Mini Câlin

### Les poupées
- Corolline
- Mini Corolline
- Vanille
- Les Chéries (poupées mannequins)
- Ma Corolle (poupée à personnaliser)
- Corolle Girls (poupées mannequins)

### Autres
- Beedibie
- Mon doudou Corolle (anciennement Babicorolle)